# Верона (Илиноис)
Верона (енгл. Verona) град је у америчкој савезној држави Илиноис.

## Демографија
По попису из 2010. године број становника је 215, што је 42 (-16,3%) становника мање него 2000. године.
| Група             | 2000.       | 2010.       |
| Белци             | 221 (86,0%) | 189 (87,9%) |
| Афроамериканци    | 0 (0,0%)    | 0 (0,0%)    |
| Азијати           | 0 (0,0%)    | 0 (0,0%)    |
| Хиспаноамериканци | 31 (12,1%)  | 20 (9,3%)   |
| Укупно            | 257         | 215         |